# Libocedrus plumosa
Libocedrus plumosa  — вид хвойних рослин родини кипарисових.

## Поширення, екологія
Ендемік Нової Зеландії, що росте на Північному острові, і на Південному острові, де обмежений в районі Тасман. Цей вид зустрічається в рівнинних вічнозелених дощових змішаних лісах, разом з інших хвойними, наприклад, Dacrycarpus dacrydioides, Dacrydium cupressinum, Halocarpus kirkii, Manoao colensoi, Phyllocladus trichomanoides, Podocarpus cunninghamii, Podocarpus totara, Prumnopitys ferruginea, Prumnopitys taxifolia і на крайній півночі Північного острова Agathis australis. Різні покритонасінні змішуються, наприклад, Beilschmiedia tarairi, Dysoxylum spectabile, Leptospermum scoparium, але хвойні (особливо Agathis) можуть утворювати гаї з кількох покритонасінних, утворюючи мозаїчну картину, а не рівномірно змішаний ліс. Висотний діапазон становить від близько рівня моря до 600 м над рівнем моря. Деревоподібні папороті, особливо в прогалинах, можуть бути у достатку. Ці ліси отримують рясні дощі протягом усього року і теплу погоду взимку й тепле літо.

## Морфологія

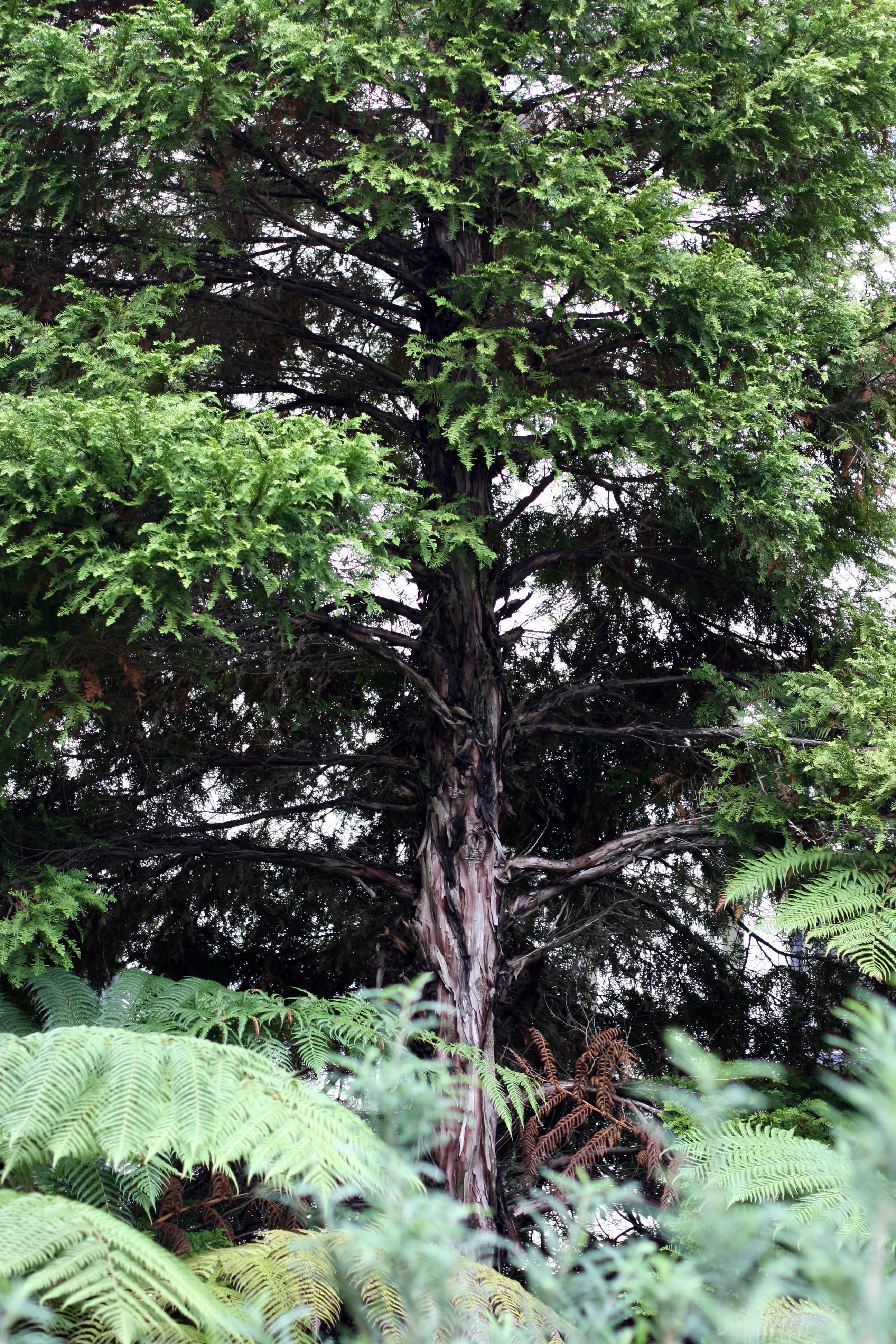
Дерево

Дерево 18–25(31) м заввишки і зазвичай 60–120 см діаметром. Крона конічна, з важкими, майже горизонтально розлогими гілками. Кора червоно-коричнева, лущиться на тонкі смужки. На неповнолітніх деревах листки дуже нерівні, бічні листки приблизно до 5 мм в довжину, лицьові листки завдовжки близько 0,8 мм. На дорослих деревах листки менш рівні, бічні листки довжиною близько 3–5 мм, перекриваються і більш тісні; лицьові листки завдовжки близько 1,25–2,5 мм, трикутні. Пилкові шишки ростуть поодинці, 5–8 мм завдовжки, лінійні, з 8–12 спорофілами. Насіннєві шишки деревні, яйцеподібні, 10–15 мм, з 4 лусками. Шишки містять 2–4 яйцеподібні, здавлені, 3–5 мм завдовжки, коричневе насіння з білим рубчиком і двома протилежними, тонкошкірими крилами. 

## Використання
Деревина цього виду темно-червонувато-коричнева, дрібнозерниста і часто з красивим візерунком і тому цінується на меблі й дерев'яні панелі. Рідкість і, принаймні, останнім часом захист від експлуатації змушує деревину не мати високої економічної цінності. Як декоративне дерево воно рідкість, так як менш витривале, ніж Libocedrus bidwillii, але йому має бути добре в Каліфорнії, Південній Європі, і в районах з аналогічним м'яким кліматом, за умови, якщо немає тривалого сухого періоду.

## Загрози та охорона
Рівнинні ліси значно скоротилися, відтоді як європейські поселення з'явилися в Новій Зеландії близько двох століть тому. Цей вид зустрічається й у кількох охоронних територіях, і на приватних землях.